# جوناثان لورنس
جوناثان لورنس (بالإسبانية: Jonathan Laurens) (2 أغسطس 1977 بكاراكاس في فنزويلا - ) هو مدرب كرة قدم ولاعب كرة قدم فنزويلي في مركز الوسط. لعب مع مينيروس دو غويانا ونادي الاتحاد ونادي الرجاء الرياضي ونادي كارابوبو وديبورتيفو ميراندا وTrujillanos F.C. ‏ وAragua F.C. ‏.

## وصلات خارجية
- جوناثان لورنس على موقع قاعدة بيانات كرة القدم.إي يو (الإنجليزية)